# Фабра, Франк
Франк Ю́сти Фа́бра Пала́сиос (исп. Frank Yusty Fabra Palacios; род. 22 февраля 1991[…], Нечи, Антьокия) — колумбийский футболист, защитник клуба «Бока Хуниорс». Выступал за сборную Колумбии.

## Клубная карьера

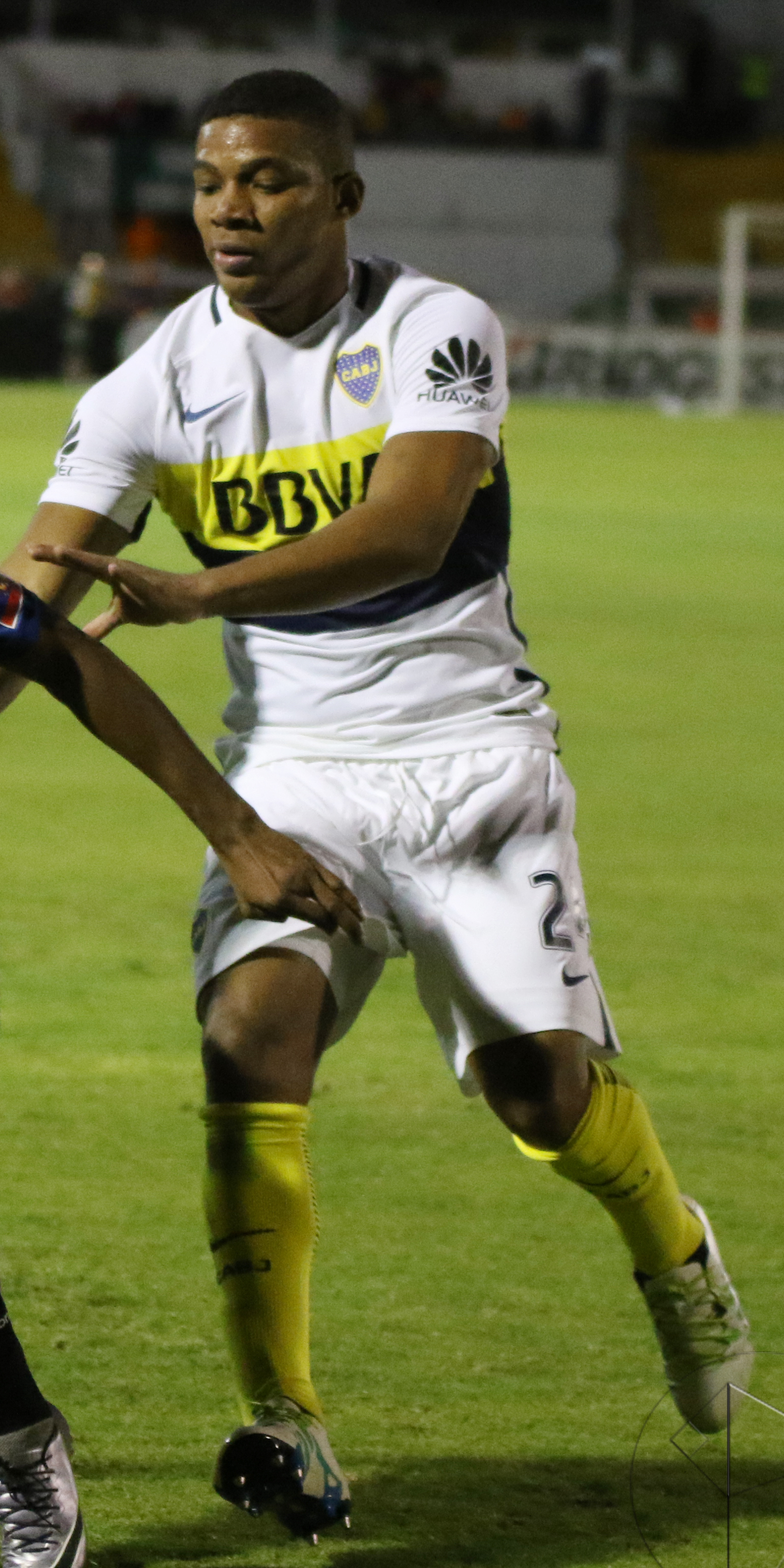
Фабра в составе «Бока Хуниорс»

Фабра — воспитанник клуба «Энвигадо». 18 июля 2010 года в матче против «Кукута Депортиво» он дебютировал в Кубке Мустанга. 12 февраля 2012 года в поединке против «Депортес Киндио» Франк забил свой первый гол за «Энвигадо». Летом 2014 года Фабра перешёл в «Депортиво Кали». 19 июля в матче против «Бояка Чико» он дебютировал за новый клуб. 11 августа в поединке против «Онсе Кальдас» Фабра забил свой первый гол за команду из Кали. В 2015 году Франк помог «Депортиво» выиграть Апертуру.
Летом 2015 года он перешёл в «Индепендьенте Медельин». 12 июля в матче против «Онсе Кальдас» Франк дебютировал за новую команду. 26 июля в поединке против «Депортес Толима» Фабра забил свой первый гол за «Медельин».
В начале 2016 года Франк перешёл в аргентинский «Бока Хуниорс», подписав контракт на три года. 14 февраля в матче против «Атлетико Тукуман» он дебютировал в аргентинской Примере. 21 апреля в поединке Кубка Либертадорес против своего бывшего клуба «Депортиво Кали» Фабра забил свой первый гол за «Бока Хуниорс».

## Международная карьера
9 сентября 2015 года в товарищеском матче против сборной Перу Фабра дебютировал за сборную Колумбии.
Летом 2016 года Фабра принял участие в Кубке Америки в США. На турнире он сыграл в матчах против команд США Перу, Чили и Коста-Рики.
В 2018 году был вызван в сборную на чемпионат мира, но не смог поехать на турнир из-за разрыва крестообразных связок.

### Голы за сборную Колумбии
| #   | Дата         | Место                     | Противник  | Счёт | Результат | Соревнование       |
| --- | ------------ | ------------------------- | ---------- | ---- | --------- | ------------------ |
| 01. | 11 июня 2016 | NRG-стэдиум, Хьюстон, США | Коста-Рика | 1:1  | 2:3       | Кубок Америки 2016 |

## Достижения
«Депортиво Кали»
- Чемпион Колумбии — Апертура 2015

«Бока Хуниорс»
- Чемпион Аргентины — 2016/17

Колумбия
- Кубок Америки — 2016